# Кучки (Московская область)
Кучки — село в Сергиево-Посадском районе Московской области, в составе муниципального образования сельского поселения Шеметовское (до 29 ноября 2006 года входило в состав Шабурновского сельского округа).

## Население
| 1859 | 1905 |
| ---- | ---- |
| 297  | 256  |

| 2002 | 2006 | 2010 |
| ---- | ---- | ---- |
| 17   | ↘12  | ↗14  |

## География

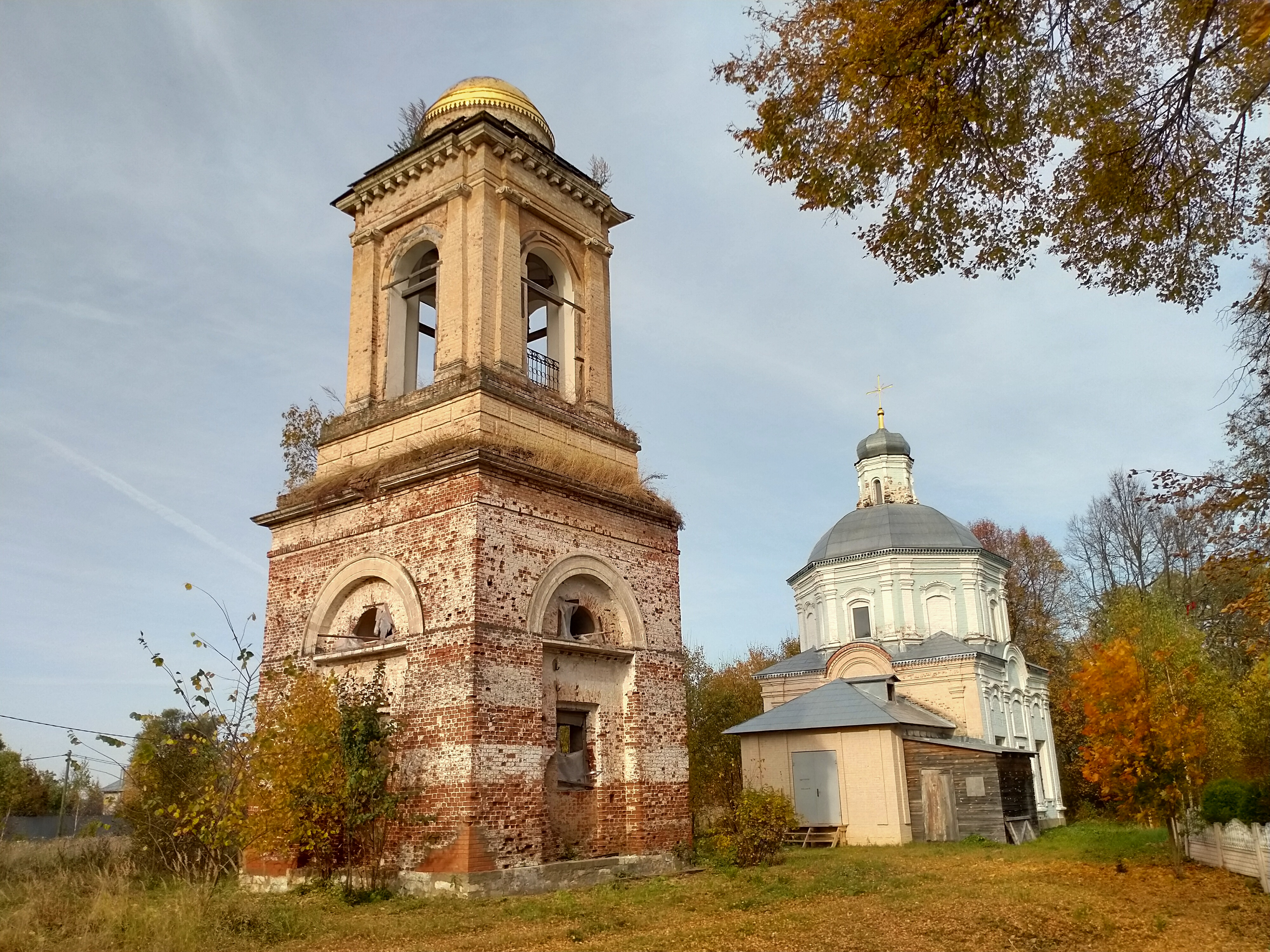
Церковь Покрова Пресвятой Богородицы в с. Кучки

Кучки расположены примерно в 47 км (по шоссе) на северо-запад от Сергиева Посада, на безымянном притоке реки Корешковка (приток реки Веля), высота центра села над уровнем моря — 138 м.
Кучки связаны автобусным сообщением с райцентром и соседними населёнными пунктами.
Покровская церковь в селе известна с XVI века. Современное кирпичное здание, типа восьмерик на четверике, в стиле елизаветинского барокко, построено в 1758 году. В 1930-х годах закрыта, возвращена верующим в 2002 году, действует.